# Кайза
Кайза Рей Еллестад (англ. Kiesa Rae Ellestad; нар. 16 січня 1989), більш відома як Кайза (англ. Kiesza) — канадська співачка, авторка пісень, мультиінструменталістка, танцюристка та модель з Калгарі, яка працює в Нью-Йорку та Лондоні. Найвідоміший сингл — «Hideaway».

## Біографія
Кайза народилася і виросла в Калгарі. Її дідусь по батьківській лінії з норвезького міста Фагернес, її прізвище Еллестад також є норвезьким.
Дівчина брала участь в Young Canadians і виконувала чечітку і джазові танці, а також виступала в театрі. Крім цього, Кайза пробувала себе як балерина. Однак через травму коліна в 15 років закінчила балетну кар'єру.
У 16 років Кайза разом з братом вступила в резерв королівських військово-морських сил Канади, де керувала великими вітрильниками в різних куточках планети. Чезез хороші навички стрільби їй також запропонували стати снайперкою, від чого вона відмовилась.
У 18, щоб виразити свої почуття через розлучення батьків, Кайза написала першу пісню. У тому ж році вона почула, що її пісню крутять по радіо.
В 2010 році (в 21 рік) Кайза приїхала в Нью-Йорк, щоб продовжити музичну кар'єру. Спочатку вона зарекомендувала себе як фолк-співачка, пізніше стала переходити до різкіших ритмів. В цьому ж році їй запропонували взяти участь на Дні Канади на Трафальгарській площі Лондона, де зібралося понад 30 людей. Цей виступ приніс їй колосальний успіх.
У 2012 році Kiesza почала активну співпрацю з Саміром Афуні (Rami 'Samir'Afuni) і випускає свою дебютну композицію під назвою «Oops».
2014 рік був дуже насиченим. Вийшов її перший відеокліп на один з синглів «Hideaway». Перед зйомками співачка зламала ребро і не могла рухатися близько місяця. Однак вже скоро пісня зайняла перше місце в британському рейтингу. Влітку був представлений другий сингл «Giant in My Heart». 
В тому ж році  Kiesza стала обличчям модного серії окулярів Color Block. Планувала запустити і власний бренд.

## Дискографія

### Альбоми
- Kiesza (2008)
- Sound of a Woman (2014)

## Відеокліпи
| Рік  | Назва               | Режисер(ка)           | Альбом           |
| ---- | ------------------- | --------------------- | ---------------- |
| 2014 | «Hideaway»          | Кайза, Блейр Еллестад | Sound of a Woman |
| 2014 | «Giant in My Heart» | Рамі Самір Афуни      | Sound of a Woman |
| 2014 | No Enemiesz         | Syndrome              | Sound of a Woman |
| 2014 | «What Is Love»      |                       | Sound of a Woman |